# Alfonso Gonzales Archundia
Alfonso Gonzales Archundia (Mexikóváros, 1934. június 14. –) mexikói nemzetközi labdarúgó-játékvezető.

## Pályafutása

### Labdarúgóként
Fiatal korában szinte minden sportot kipróbált. Öt évet játszott a Necaxa csapatában, de többnyire csak tartalék volt. Tanulmányai vetettek véget labdarúgó pályafutásának.

### Nemzeti játékvezetés
Egyszer véletlenül a kezébe került egy szabálykönyv, amely a játékvezetés felé sodorta.[forrás?] A játékvezetői vizsgát 1962-ben tette le. A küldési gyakorlat szerint rendszeres partbírói tevékenységet is végzett. 1965-ben lett az I. Liga játékvezetője. A nemzeti játékvezetéstől 1984-ben vonult vissza.

### Nemzetközi játékvezetés
A Mexikói labdarúgó-szövetség Játékvezető Bizottsága (JB) terjesztette fel nemzetközi játékvezetőnek, a Nemzetközi Labdarúgó-szövetség (FIFA) 1967-től tartotta nyilván bírói keretében. A FIFA JB központi nyelvei közül a spanyolt beszéli. Több nemzetek közötti válogatott és klubmérkőzést vezetett, vagy működő társának partbíróként segített. A mexikói nemzetközi játékvezetők rangsorában, a világbajnokság sorrendjében a 2. helyet foglalja el 7 találkozó szolgálatával. Az aktív nemzetközi játékvezetéstől 1984-ben a FIFA JB 50 éves korhatárát elérve búcsúzott.

#### Labdarúgó-világbajnokság
A világbajnoki döntőhöz vezető úton Mexikóba a IX., az 1970-es labdarúgó-világbajnokságra, Nyugat-Németországba a X., az 1974-es labdarúgó-világbajnokságra és Argentínába a XI., az 1978-as labdarúgó-világbajnokságra a FIFA JB játékvezetőként alkalmazta. Selejtező mérkőzéseket a CONCACAF zónában vezetett. A FIFA JB elvárása szerint, ha nem vezetett, akkor partbíróként tevékenykedett. 1974-ben három csoportmérkőzésen és a döntő találkozót vezető John Keith Taylor játékvezető első számú partbírójaként tevékenykedett. Játékvezetői sérülés esetén továbbvezethette volna a találkozót. 1978-ban három csoportmérkőzésen (egy esetben 2. számú partbíró volt) és a bronzmérkőzésen lehetett első számú partbíró. Rajta kívül, két argentin bíró, Arturo Ithurralde (4) és Miguel Comesaña (5) működött kiemelkedő mérkőzésszámban. Világbajnokságokon vezetett mérkőzéseinek száma: 2 + 8 (partbíró).

##### 1970-es labdarúgó-világbajnokság

###### Selejtező mérkőzés
| Időpont            | Helyszín                       | Mérkőzés típusa            | Mérkőzés                 | Eredmény |
| ------------------ | ------------------------------ | -------------------------- | ------------------------ | -------- |
| 1968. november 23. | Városi Stadion, Port-au-Prince | CONCACAF zóna (2. csoport) | Haiti–Trinidad és Tobago | 2 : 4    |
| 1968. december 1.  | Központi Stadion, San José     | CONCACAF zóna (3. csoport) | Costa Rica–Jamaica       | 3 : 1    |

##### 1974-es labdarúgó-világbajnokság

###### Selejtező mérkőzés
| Időpont           | Helyszín                       | Mérkőzés típusa                 | Mérkőzés            | Eredmény | Nézők száma |
| ----------------- | ------------------------------ | ------------------------------- | ------------------- | -------- | ----------- |
| 1972. április 15. | Városi Stadion, Port-au-Prince | CONCACAF zóna zóna (5. csoport) | Haiti–Puerto Rico   | 7 : 0    |             |
| 1972. december 3. | Központi Stadion, Tegucigalpa  | CONCACAF zóna                   | Honduras–Costa Rica | 2 : 1    |             |

###### Világbajnoki mérkőzés
| Időpont          | Helyszín               | Mérkőzés típusa              | Mérkőzés           | Eredmény | Nézők száma |
| ---------------- | ---------------------- | ---------------------------- | ------------------ | -------- | ----------- |
| 1974. június 22. | Waldstadion, Frankfurt | csoportmérkőzés (B. csoport) | Skócia–Jugoszlávia | 1 : 1    | 56 000      |

##### 1978-as labdarúgó-világbajnokság

###### Selejtező mérkőzés
| Időpont           | Helyszín                 | Mérkőzés típusa                 | Mérkőzés             | Eredmény | Nézők száma |
| ----------------- | ------------------------ | ------------------------------- | -------------------- | -------- | ----------- |
| 1976. december 5. | Városi Stadion, San José | CONCACAF zóna zóna (2. csoport) | Costa Rica–Guatemala | 0 : 0    |             |

###### Világbajnoki mérkőzés
| Időpont         | Helyszín                | Mérkőzés típusa              | Mérkőzés       | Eredmény | Nézők száma |
| --------------- | ----------------------- | ---------------------------- | -------------- | -------- | ----------- |
| 1978. június 3. | Városi Stadion, Mendoza | csoportmérkőzés (D. csoport) | Irán–Hollandia | 0 : 3    | 42 000      |

#### Olimpiai játékok
Mexikó-ban rendezték az 1968. évi nyári olimpiai játékokat, ahol az olimpiai labdarúgó torna egyik hazai szereplőjeként, a FIFA JB kifejezetten partbírói feladatok ellátásával bízta meg. Két csoportmérkőzésen, többek között a Magyarország–Izrael (2:0) találkozót vezető Arturo Yamasaki 2. számú partbírójaként tevékenykedett. Az egyenes kieséses szakaszban a Magyarország–Guatemala (1:0) mérkőzést vezető Arturo Yamasaki 2. számú segítője volt. A döntő találkozón, a Magyarország–Bulgária (4:1) találkozón Diego de Leo játékvezetőnek Arturo Yamasaki első számú partbíró mellett a 2. számú partbírói pozíciót töltött be. Partjelzéseinek száma olimpián: 4

#### Nemzetközi kupamérkőzések
1967-ben Mexikó-ban egy nemzetközi labdarúgó tornán, a Toluca–FTC találkozót vezette.